# سعدآباد (کرمان)
سعدآباد روستایی در بخش جوشان شهرستان گلباف استان کرمان ایران است.

## جمعیت
بر پایه سرشماری عمومی نفوس و مسکن در سال ۱۳۹۵ جمعیت این روستا ۱۵۰ نفر (۴۷خانوار) بوده‌است.